# Stor-Finkan
Stor-Finkan är en sjö i Härjedalens kommun i Härjedalen och ingår i Ljusnans huvudavrinningsområde. Sjön har en area på 0,178 kvadratkilometer och ligger 578 meter över havet.

## Delavrinningsområde
Stor-Finkan ingår i det delavrinningsområde (694008-138269) som SMHI kallar för Mynnar i Lunen. Medelhöjden är 634 meter över havet och ytan är 43,73 kvadratkilometer. Räknas de 2 avrinningsområdena uppströms in blir den ackumulerade arean 48,65 kvadratkilometer. Österbrynnet som avvattnar avrinningsområdet har biflödesordning 3, vilket innebär att vattnet flödar genom totalt 3 vattendrag innan det når havet efter 331 kilometer. Avrinningsområdet består mestadels av skog (63 procent) och sankmarker (28 procent). Avrinningsområdet har 0,2 kvadratkilometer vattenytor vilket ger det en sjöprocent på 0,5 procent.